# Torskäret (Vaasa)
Torskäret est une île du nord Kvarken à Vaasa en Finlande,.

## Géographie
La superficie de l'île est de 70 hectares et sa longueur maximale est de 1,49 km du nord au sud.